# Wellenkonversion

Eine einfallende Longitudinalwelle (L1) wird an einer Grenzfläche zweier Festkörper als Longitudinalwelle (L1' und L2), aber auch teilweise als Transversalwelle (S1 und S2) reflektiert und transmittiert.

Als Wellenkonversion, Wellenumwandlung oder Modenkonversion wird die Aufspaltung einer einfallenden Welle an einer Grenzfläche in andere Wellentypen (Moden) bezeichnet.

## Prinzip
Wellenkonversion tritt auf, wenn eine Welle auf eine Grenzfläche zwischen Materialien mit unterschiedlichen Impedanzen trifft und der Einfallswinkel nicht senkrecht zur Grenzfläche ist. Trifft also beispielsweise aus einem Fluid (z. B. Wasser oder Luft) eine longitudinale Körperschallwelle auf einen Festkörper (z. B. Stahlplatte), so wird diese in Abhängigkeit vom Einfallswinkel gewöhnlich gebrochen und reflektiert, lösen jedoch Teile der Energie eine Teilchenbewegung in Querrichtung aus, entsteht eine zweite Transversalwelle, die ebenfalls gebrochen und reflektiert werden kann. Das Snelliussches Brechungsgesetz kann formuliert werden als:
{\displaystyle {\frac {\sin {\theta }_{1}}{{V}_{L1}}}={\frac {\sin {\theta }_{2}}{{V}_{L2}}}={\frac {\sin {\theta }_{3}}{{V}_{S1}}}={\frac {\sin {\theta }_{4}}{{V}_{S2}}}}
Das heißt, die einfallende Welle wird an der Grenzfläche in zwei verschiedene Wellentypen aufgespalten. Betrachtet man eine Welle, die auf eine Grenzfläche zweier verschiedener Festkörper (z. B. Aluminium und Stahl) einfällt, so spaltet sich zusätzlich auch der Wellentyp der reflektierten Welle auf.
Neben diesen einfachen Wellenkonversionen kann eine einfallende Welle auch in Oberflächenwellen umgewandelt werden. Strahlt man beispielsweise eine Longitudinalwelle in einem flacheren Winkel als den der Totalreflexion auf eine Grenzfläche, so wird diese zwar total reflektiert, aber zusätzlich wird eine Oberflächenwelle, ⁣⁣die entlang der Grenzschicht läuft, erzeugt. Die einfallende Welle wird also in reflektierte Longitudinal und Oberflächenwelle umgewandelt.
Im Allgemeinen sind Modenumwandlungen keine diskreten Vorgänge, d. h. es wird ein Teil der einfallenden Energie in verschiedene Wellentypen umgewandelt. Die Amplituden (Transmissionsfaktor, Reflexionsfaktor) der umgewandelten Wellen sind abhängig vom Einstrahlwinkel.

## Seismische Wellen

Eine einfallende (longitudinale) P-Welle wird teilweise als (transversale) S-Welle (PSr) und (longitudinale) P-Welle (PPr) reflektiert und transmittiert (PSt und PPt). Die Nomenklatur ist wie folgt: Erster Buchstabe steht für den Wellentyp der ursächlichen Welle (Primärwelle) und der zweite Buchstabe für den Typ der nach der Modenkonversion entstandenen Sekundärwellen.

In der Seismik und Seismologie bezeichnet Wellenkonversion im Speziellen die Umwandlung zwischen P- und S-Wellen an Diskontinuitäten. Raumwellen werden beim Auftreffen auf eine Grenzschicht innerhalb der Erde reflektiert und gebrochen. Hierbei können an Grenzflächen sowohl P-Wellen in S-Wellen (PS-Welle) umgewandelt werden, als auch umgekehrt (SP-Welle). Hier gilt analog für eine einfallende P-Welle:
{\displaystyle {\frac {\sin {\theta }_{P1}}{{P}_{1}}}={\frac {\sin {\theta }_{P1}}{{PP}_{r}}}={\frac {\sin {\theta }_{P2}}{{PP}_{t}}}={\frac {\sin {\theta }_{S1}}{{PS}_{r}}}={\frac {\sin {\theta }_{S2}}{{PS}_{t}}}}
Durch die Analyse der ursprünglichen und der umgewandelten Wellen können zusätzliche Informationen über den Untergrund, insbesondere aufgrund von unterschiedlichen Geschwindigkeiten (VP/VS), asymmetrischen Einfalls- und Reflexionswinkeln der Wellen und Amplitudenänderungen gewonnen werden.
Im Gegensatz zur Analyse der Reflexion von gewöhnlichen PP-Wellen ist die Analyse von PS-Wellen komplexer. Die Analyse erfordert mindestens dreimal so viele Messkanäle pro Station, Schwankungen in den Reflexionstiefen können zu erheblichen Analyseproblemen führen und das Sammeln, Kartieren und Binning von PS-Wellen Daten ist ebenfalls schwieriger. Die PS-Analyse kann jedoch zusätzliche Informationen liefern, die für die Erstellung eines dreidimensionalen Tiefenbildes von Gesteinsart, Struktur und Sättigungsgrad erforderlich sind. So deuten z. B. Änderungen von VS/VP Verhältnissen auf eine veränderte Lithologie und Porengeometrie hin.

### Amplitudenverhältnisse
Die Änderung der Amplituden durch Wellenkonversion kann durch die Zöppritz-Gleichungen (nach Karl Bernhard Zoeppritz, 1919) beschrieben werden. Im Falle einer einfallenden P-Welle gilt:
{\displaystyle \left[{\begin{array}{l}\mathrm {R} _{\mathrm {PP} }\\\mathrm {R} _{\mathrm {PS} }\\\mathrm {T} _{\mathrm {PP} }\\\mathrm {T} _{\mathrm {PS} }\end{array}}\right]=\left[{\begin{array}{cccc}-\sin \theta _{1}&-\cos \phi _{1}&\sin \theta _{2}&\cos \phi _{2}\\\cos \theta _{1}&-\sin \phi _{1}&\cos \theta _{2}&-\sin \phi _{2}\\\sin 2\theta _{1}&{\frac {\mathrm {V} _{\mathrm {P} 1}}{\mathrm {~V} _{\mathrm {S} }}}\cos 2\phi _{1}&{\frac {\rho _{2}\mathrm {~V} _{\mathrm {S} 2}^{2}\mathrm {~V} _{\mathrm {P} 1}}{\rho _{1}\mathrm {~V} _{\mathrm {S} }^{2}\mathrm {~V} _{\mathrm {P} 2}}}\cos 2\phi _{1}&{\frac {\rho _{2}\mathrm {~V} _{\mathrm {S} }\mathrm {V} _{\mathrm {P} 1}}{\rho _{1}\mathrm {~V} _{\mathrm {S} 1}^{2}}}\cos 2\phi _{2}\\-\cos 2\phi _{1}&{\frac {\mathrm {V} _{\mathrm {S} 1}}{\mathrm {~V} _{\mathrm {P} 1}}}\sin 2\phi _{1}&{\frac {\rho _{2}\mathrm {~V} _{\mathrm {P} 2}}{\rho _{1}\mathrm {~V} _{\mathrm {P} 1}}}\cos 2\phi _{2}&-{\frac {\rho _{2}\mathrm {~V} _{\mathrm {S} 2}}{\rho _{1}\mathrm {~V} _{\mathrm {P} 1}}}\sin 2\phi _{2}\end{array}}\right]^{-1}\left[{\begin{array}{c}\sin \theta _{1}\\\cos \theta _{1}\\\sin 2\theta _{1}\\\cos 2\phi _{1}\end{array}}\right]}
RPP, RPS, TPP und TSS sind die Amplitudenkoeffizienten der reflektierten P- und S-, sowie der transmittierten P- und S-Wellen. 𝜃1 ist der Einfallswinkel und 𝜃2 = Brechungswinkel der P-Welle, 𝜙1 ist der Winkel der reflektierten und 𝜙 2 Winkel der transmittierten S-Welle. Durch Umkehrung der Matrixform der Zoeppritz-Gleichungen erhält man die Koeffizienten als Funktion des Winkels.
Obwohl die vier Gleichungen für die vier Unbekannten gelöst werden können, vermitteln sie kein intuitives Verständnis dafür, wie die Reflexionsamplituden mit den jeweiligen Gesteinseigenschaften (Dichte, Geschwindigkeit usw.) variieren. Es wurden mehrere Versuche unternommen, Annäherungen an die Zoeppritz-Gleichungen zu entwickeln, die erfolgreichste dieser Annäherungen ist die von Shuey (1982), die davon ausgeht, dass die Poissonzahl die elastische Eigenschaft ist, die am hauptsächlich mit der Winkelabhängigkeit des Reflexionskoeffizienten zusammenhängt.